# キャメロン郡区 (アイオワ州オーデュボン郡)
キャメロン郡区 (Cameron Township) は、アメリカ合衆国アイオワ州オーデュボン郡にある12の郡区の一つである。2000年の国勢調査で、人口は160人だった。

## 地理
キャメロン郡区は92.8平方キロメートル（35.84平方マイル）で、基礎自治体は存在しない。アメリカ地質調査所によると、この郡区にはCameronの1つの霊園が含まれている。